# Čarovniška šola (Čarovnice)
Čarovniška šola je namišljeni kraj v TV seriji Čarovnice, ki naj bi bil najbolj varen pred demoni. Na njej je več kot 500 učencev, ki se urijo in učijo o svoji moči ter kako jo uporabljati. Nobenemu demonu ni še uspelo vdreti na šolo razen demonu ki je kasneje postal učitelj umetnosti. Kasnje vanjo vdre tudi Zankou.
Prvi ravnatelj je starešina, kasneje postane to Paige, nato še Leo.